# 山香二郎吉
山香 二郎吉（やまが じろきち、1867年3月31日（慶応3年2月26日）- 1936年（昭和11年）1月21日）は、日本の裁判官、検察官。大審院（現最高裁判所）判事などを務めた。

## 経歴
広島藩士・黒田謙蔵の二男として生まれる。1875年旧広島藩士・山香興一の養子となる。広島藩校の後裔である修道学校（現：修道中学校・高等学校）で山田十竹らに学ぶ。1884年司法省法学校（現：東京大学法学部）の学生募集をうけ、手島兵次郎らと共に上京し入学。1892年同校を卒業（第四期生）し司法部に入職。その後、広島控訴院（現：広島高等裁判所）判事などを歴任し、大審院（現：最高裁判所）判事となる。30年以上大審院判事および検事を務め退職。